# Mukhtarkhan Dildabekov
Moukhtarkhan Koblanbekovitch Dildabekov est un boxeur kazakh né le 19 mars 1976 à Chimkent.

## Carrière
Médaillé d'argent aux Jeux olympiques de Sydney en 2000, sa carrière amateur est également marquée par une médaille d'argent aux championnats du monde de Houston en 1999 dans la catégorie super-lourds.

### Jeux olympiques
- Médaille d'argent en +91 kg aux Jeux de 2000 à Sydney, Australie

### Championnats du monde de boxe amateur
- Médaille d'argent en +91 kg en 1999 à Houston, États-Unis